# Владимир Светиев
Владимир Светиев (на македонска литературна норма: Владимир Светиев) е актьор от Социалистическа република Македония.

## Биография
Роден е на 14 юли 1945 година в прилепското село Свето Митрани. През 1971 година завършва Академията за театрални изкуства в Загреб. В периода 1971-1992 година е член на драмата на Македонския народен театър. След това става член на Театъра на ромите „Пралипе“. Заедно с театъра работи в Мюлхайм, Германия. През 1994 година се завръща в драмата на МНТ.
Умира на 1 ноември 2013 година в Битоля.

## Филмография
- 1972: „Изстрел “– Доне Петрушевски
- 1981: „Цървеният кон“ – главна роля
- 1993: „Македонска сага“
- 1999: „Време, живот“
- 2000: „Мис Амнезия“
- 2003: „Едно от лицата на смъртта“
- 2004: Голямата вода – Секуле, учителят по география
- 2006: „Тайната книга“ – Американеца